# Teredolites

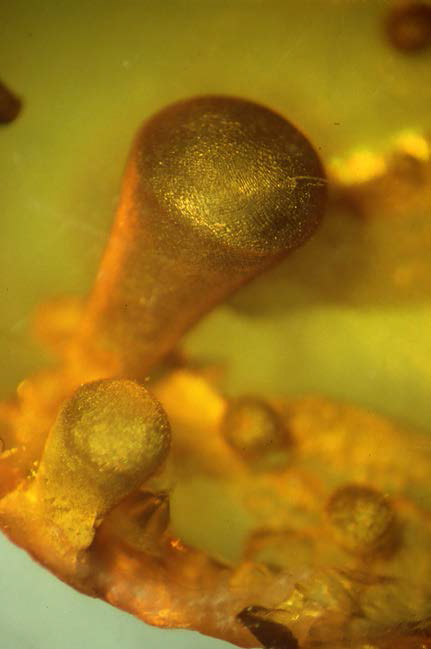
Teredolites clavatus в бірманському бурштині

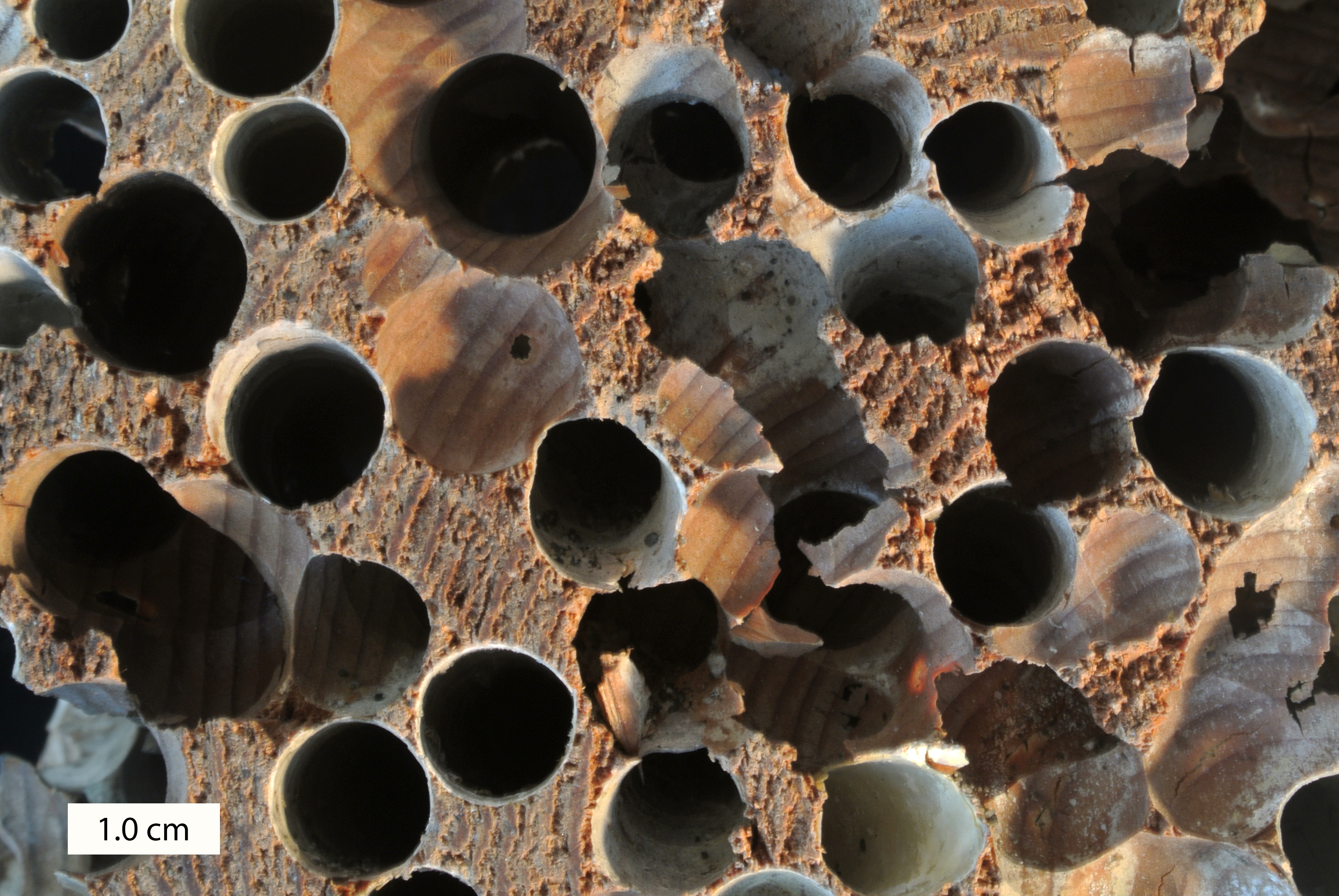
Іхнотаксонні тередоліти утворені бурінням двостулкових молюсків у деревині

Teredolites (укр. тередоліти) — іхногенні скам'янілості, що характеризуються наявністю отворів у субстратах, таких як деревина або бурштин.
Булавоподібні структури, в середньокрейдовому бірманському бурштині, раніше були ідентифіковані як спорокарпи гриба Palaeoclavaria burmitis. Дослідження 2018 року переідентифікувало ці структури як доміхнії (крипти), просвердлені в бурштинових конкреціях двостулковими молюсками підродини фоладід Martesiinae. Виїмки можна порівняти з Teredolites clavatus та Gastrochaenolites lapidicus. У зв'язку з тим, що субстратом свердловин М'янми є бурштин, був введений термін «бурштинові шліф».